# C'est pas parce qu'on a rien à dire qu'il faut fermer sa gueule
C'est pas parce qu'on a rien à dire qu'il faut fermer sa gueule is een Franse misdaadkomedie uit 1975, geregisseerd door Jacques Besnard. In Nederland kwam de film uit onder de iets beknoptere titel Spreken is zilver.

## Verhaal
Een drietal stuntelige inbrekers (Bernard Blier, Jean Lefebvre en Michel Serrault) willen een brandkast kraken in het Parijse Gare de l'Est. Om daar te geraken moeten ze door de muur van de toiletten. Om hun bezigheid te verbergen voor de toiletjuffrouw (Tsilla Chelton) gebruiken ze allerlei vermommingen. Na de kraak komt de toiletjuffrouw hen echter vertellen dat zij hen door had. Ze zien zich verplicht haar mee op te nemen in hun complot. Om het geld wit te wassen openen de vier een gokkantoor. Wanneer ze na verloop van tijd de opbrengst daarvan willen verdelen, blijkt hun eigen brandkast gekraakt... via een gat in de muur van de toiletten.